# 태강 (하나라)

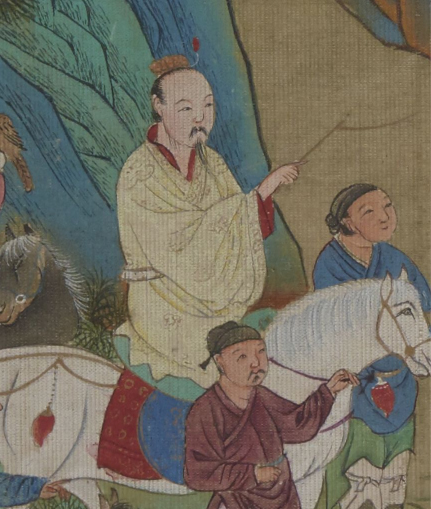

태강(太康)은 하나라 3대 군주이다. 죽서기년에 의하면 짐심(斟尋)을 수도로 삼았다.
정치에는 관심이 없고 사냥에 몰두했다고 한다. 그 때문에 대신인 유욱씨의 수령 예가 반란을 일으켜 그 아우인 중강을 왕위에 올렸고 권력을 잃어 하남에서 죽었다.

## 같이 보기
- 중국의 군주 목록